# Liste der Einträge im National Register of Historic Places im Douglas County (Oregon)

Lage des Douglas County in Oregon

Diese Liste der Einträge im National Register of Historic Places im Douglas County enthält alle im Douglas County, Oregon in das National Register of Historic Places eingetragenen Gebäude, Bauwerke, Objekte, Stätten oder historischen Distrikte.
Diese Liste ist vollständig mit dem Bearbeitungsstand vom 25. September 2015.

## Aktuelle Einträge
| [ 1 ] | Name                                                                            | Bild                                                                            | Eintragsdatum                 | Lage | Ort                | Beschreibung |
| ----- | ------------------------------------------------------------------------------- | ------------------------------------------------------------------------------- | ----------------------------- | --- | ------------------ | --- |
| 1     | 35-DO-130-Tahkenitch Landing Site                                               | 35-DO-130-Tahkenitch Landing Site                                               | 10. Juni 2003 ID-Nr. 01000132 | Adresse nicht veröffentlicht | Gardiner           | |
| 2     | Charles Applegate House                                                         | Charles Applegate House                                                         | 17. März 1975 ID-Nr. 75001583 | 512 Old Applegate Road 43° 36′ 39,9″ N, 123° 16′ 21,7″ W                                                                        | Yoncalla           | |
| 3     | Baimbridge–Kanipe Farmstead Historic District                                   | weitere Bilder                                                                  | 29. Jan. 2008 ID-Nr. 07001506 | 16513 Elkhead Rd. 43° 29′ 0,2″ N, 123° 13′ 16,1″ W                                                                              | Oakland            | |
| 4     | Henry Brown House                                                               | Henry Brown House                                                               | 30. Okt. 1979 ID-Nr. 79002057 | 19521 Highway 38 43° 38′ 49″ N, 123° 38′ 57,8″ W                                                                                | Elkton             | |
| 5     | Will Q. Brown House and Wash House                                              | Will Q. Brown House and Wash House                                              | 10. Sep. 1987 ID-Nr. 87001539 | 274 Main St. 42° 56′ 51,8″ N, 123° 21′ 49,8″ W                                                                                  | Riddle             | |
| 6     | Canyonville Methodist Church                                                    | Canyonville Methodist Church                                                    | 5. Apr. 1984 ID-Nr. 84002983  | 2nd and Pine Sts. 42° 55′ 37,6″ N, 123° 16′ 48,8″ W                                                                             | Canyonville        | |
| 7     | China Ditch                                                                     | weitere Bilder                                                                  | 22. Mai 1991 ID-Nr. 91000616  | Oberlauf des N. Myrtle Cr. 43° 8′ 44,6″ N, 123° 7′ 55,2″ W                                                                      | Myrtle Creek       | |
| 8     | Nathaniel Curry House                                                           | Nathaniel Curry House                                                           | 25. Nov. 1983 ID-Nr. 83004166 | 1458 Quail Lane 43° 15′ 50,3″ N, 123° 25′ 55,9″ W                                                                               | Roseburg           | |
| 9     | Charles D. Drain, Jr., House                                                    | weitere Bilder                                                                  | 12. Dez. 1978 ID-Nr. 78002286 | 500 S. Main St. 43° 39′ 30,6″ N, 123° 18′ 43,1″ W                                                                               | Drain              | |
| 10    | English Settlement School                                                       | English Settlement School                                                       | 4. Sep. 2007 ID-Nr. 07000924  | 17455 Elkhead Rd. 43° 28′ 19,6″ N, 123° 13′ 26,6″ W                                                                             | Oakland            | |
| 11    | First Presbyterian Church of Roseburg                                           | weitere Bilder                                                                  | 28. Juli 1988 ID-Nr. 88001162 | 823 SE Lane Ave. 43° 12′ 24,9″ N, 123° 20′ 44,7″ W                                                                              | Roseburg           | |
| 12    | Creed Floed House                                                               | Creed Floed House                                                               | 31. Dez. 1974 ID-Nr. 74001684 | 544 SE Douglas St. 43° 12′ 43,3″ N, 123° 20′ 44,2″ W                                                                            | Roseburg           | |
| 13    | Gardiner Historic District                                                      | Gardiner Historic District                                                      | 31. Jan. 1994 ID-Nr. 93000003 | Roughly bounded by 3rd, Camp, 2nd, Pitt, Spring, Front and Garden Sts. 43° 43′ 49″ N, 124° 6′ 36″ W                             | Gardiner           | |
| 14    | Glide Ranger Station                                                            | Glide Ranger Station                                                            | 8. Apr. 1986 ID-Nr. 86000820  | 121 Glide Loop Drive 43° 17′ 52,3″ N, 123° 6′ 2,1″ W                                                                            | Glide              | |
| 15    | Judge James Watson Hamilton House                                               | Judge James Watson Hamilton House                                               | 21. Feb. 1997 ID-Nr. 97000141 | 759 SE Kane St. 43° 12′ 23″ N, 123° 20′ 35,9″ W                                                                                 | Roseburg           | |
| 16    | Hershberger Mountain Lookout                                                    | weitere Bilder                                                                  | 29. Dez. 2000 ID-Nr. 00000507 | etwa 11 km nördlich des Union Cr. 43° 2′ 0,7″ N, 122° 27′ 17,6″ W                                                               | Prospect vicinity  | |
| 17    | Howell–Kohlhagen House                                                          | Howell–Kohlhagen House                                                          | 28. Juli 1988 ID-Nr. 88001145 | 848 SE Jackson St. 43° 12′ 23,5″ N, 123° 20′ 46″ W                                                                              | Roseburg           | |
| 18    | Kohlhagen Building                                                              | Kohlhagen Building                                                              | 13. Juni 1997 ID-Nr. 97000589 | 630 SE Jackson St. 43° 12′ 30,8″ N, 123° 20′ 40,5″ W                                                                            | Roseburg           | |
| 19    | Laurelwood Historic District                                                    | weitere Bilder                                                                  | 16. Okt. 1990 ID-Nr. 90001521 | grob begrenzt von S. Umpqua Rd., Laurelwood Ct. und Bowden Ave. 43° 12′ 55,4″ N, 123° 21′ 2,9″ W                                | Roseburg           | |
| 20    | Methodist Episcopal Church South                                                | Methodist Episcopal Church South                                                | 6. Juni 1985 ID-Nr. 85001179  | 809 SE Main St. 43° 12′ 23,6″ N, 123° 20′ 41,3″ W                                                                               | Roseburg           | |
| 21    | Mill–Pine Neighborhood Historic District                                        | weitere Bilder                                                                  | 20. Juni 1985 ID-Nr. 85001348 | grob begrenzt von Short St., Mosher Ave., Stephens St. und Rice Ave. 43° 12′ 13,1″ N, 123° 21′ 7,3″ W                           | Roseburg           | typisches Arbeiterklasse-Stadtviertel aus der Zeit Ende 19. Jahrhundert/Anfang 20. Jahrhundert; die Grenzen dieses historischen Distrikts wurden 2011 reduziert |
| 22    | Miller’s Mountain House                                                         | Miller’s Mountain House                                                         | 25. Okt. 1984 ID-Nr. 84000129 | 1195 Roberts Mountain Rd. 43° 7′ 14,1″ N, 123° 22′ 54,7″ W                                                                      | Roseburg           | |
| 23    | Milo Academy Bridge                                                             | Milo Academy Bridge                                                             | 29. Nov. 1979 ID-Nr. 79002055 | südöstlich von Days Creek 42° 56′ 6,8″ N, 123° 2′ 20,3″ W                                                                       | Days Creek         | |
| 24    | C. E. Moyer Nurseries Property                                                  | C. E. Moyer Nurseries Property                                                  | 22. Juli 1988 ID-Nr. 88001114 | 8374 Old Hwy. 99 S. 43° 6′ 43,3″ N, 123° 24′ 59,8″ W                                                                            | Winston            | |
| 25    | Oakland Historic District                                                       | weitere Bilder                                                                  | 30. März 1979 ID-Nr. 79002058 | grob begrenzt von Chestnut St., 1st St., Cedar St. und 8th Sts. 43° 25′ 21,1″ N, 123° 17′ 50,7″ W                               | Oakland            | |
| 26    | Oregon State Soldier’s Home Hospital                                            | Oregon State Soldier’s Home Hospital                                            | 7. März 2012 ID-Nr. 12000079  | 1624 W. Harvard Avenue 43° 12′ 49,8″ N, 123° 22′ 3,7″ W                                                                         | Roseburg           | |
| 27    | Moses Parrott House                                                             | weitere Bilder                                                                  | 6. Nov. 1980 ID-Nr. 80003313  | 1772 SE Jackson St. 43° 11′ 55,4″ N, 123° 21′ 6,8″ W                                                                            | Roseburg           | |
| 28    | Rice Brothers and Adams Building                                                | Rice Brothers and Adams Building                                                | 11. Aug. 1983 ID-Nr. 83002149 | 136 N. Main St. 43° 1′ 30,1″ N, 123° 17′ 23,2″ W                                                                                | Myrtle Creek       | |
| 29    | Napoleon Rice House                                                             | Napoleon Rice House                                                             | 9. Dez. 1981 ID-Nr. 81000482  | 709 SE Kane St. 43° 12′ 25,7″ N, 123° 20′ 35,3″ W                                                                               | Roseburg           | |
| 30    | Roseburg Downtown Historic District                                             | weitere Bilder                                                                  | 18. Juni 2003 ID-Nr. 02000661 | grob begrenzt durch die Bahngleise, Deer Creek, Fowler St., Chadwick St., Kane St. und Mosher St. 43° 12′ 34″ N, 123° 20′ 38″ W | Roseburg           | |
| 31    | Roseburg Oregon National Guard Armory                                           | Roseburg Oregon National Guard Armory                                           | 27. Mai 1993 ID-Nr. 93000447  | 1034 SE Oak St. 43° 12′ 30,9″ N, 123° 20′ 34,1″ W                                                                               | Roseburg           | |
| 32    | Roseburg Veterans Administration Hospital Historic District                     | Roseburg Veterans Administration Hospital Historic District                     | 29. Jan. 2013 ID-Nr. 12001247 | 913 NW Garden Valley Boulevard 43° 13′ 26,9″ N, 123° 22′ 1,5″ W                                                                 | Roseburg           | |
| 33    | Bernard Pitzer Smith House                                                      | Bernard Pitzer Smith House                                                      | 25. Aug. 1988 ID-Nr. 88001313 | 15892 Old Hwy. 99 S. 43° 3′ 42,5″ N, 123° 21′ 19″ W                                                                             | Myrtle Creek       | |
| 34    | Henry Clay Smith House                                                          | Henry Clay Smith House                                                          | 27. Juni 1997 ID-Nr. 97000585 | 275 Winston Section Rd. 43° 7′ 53″ N, 123° 23′ 53,3″ W                                                                          | Winston            | |
| 35    | Stephens Community Historic District                                            | weitere Bilder                                                                  | 25. Okt. 1984 ID-Nr. 84000135 | Fort McKay and Scott Henry Rds. 43° 22′ 57,3″ N, 123° 23′ 34,2″ W                                                               | Sutherlin          | |
| 36    | Susan Creek Indian Mounds Site                                                  |                                                                                 | 20. Nov. 1974 ID-Nr. 74001683 | Adresse nicht veröffentlicht | Glide              | |
| 37    | Sutherlin Bank Building                                                         | Sutherlin Bank Building                                                         | 1. Aug. 1984 ID-Nr. 84002987  | 101 W. Central Ave. 43° 23′ 24,9″ N, 123° 18′ 49,2″ W                                                                           | Sutherlin          | |
| 38    | Tiller Ranger Station                                                           | weitere Bilder                                                                  | 6. März 1991 ID-Nr. 91000162  | OR 227, Umpqua NF 42° 55′ 39″ N, 122° 56′ 52″ W                                                                                 | Tiller             | |
| 39    | Umpqua River Bridge No. 01822                                                   | Umpqua River Bridge No. 01822                                                   | 5. Aug. 2005 ID-Nr. 05000815  | Oregon Route Coast 9/U.S. Route 101 at mile post 211.21 43° 42′ 35,4″ N, 124° 6′ 3,3″ W                                         | Reedsport          | |
| 40    | Umpqua River Light House                                                        | Umpqua River Light House                                                        | 21. Okt. 1977 ID-Nr. 77001100 | südwestlich von Winchester Bay abseits U.S. 101 43° 39′ 44,2″ N, 124° 11′ 54,5″ W                                               | Winchester Bay     | |
| 41    | Umpqua–Eden Site                                                                |                                                                                 | 11. Jan. 1996 ID-Nr. 95001524 | Adresse nicht veröffentlicht | Reedsport          | |
| 42    | U.S. Army Fort Umpqua                                                           | weitere Bilder                                                                  | 26. Mai 2015 ID-Nr. 15000269  | Adresse nicht veröffentlicht | Corvallis vicinity | |
| 43    | U.S. Coast Guard Station – Umpqua River, Administration and Equipment Buildings | U.S. Coast Guard Station – Umpqua River, Administration and Equipment Buildings | 4. Juni 1992 ID-Nr. 92000662  | Douglas Co. Rd. 87 43° 39′ 49,6″ N, 124° 11′ 52,8″ W                                                                            | Winchester Bay     | |
| 44    | U.S. Post Office                                                                | U.S. Post Office                                                                | 18. Juni 1979 ID-Nr. 79002059 | 704 SE Cass Ave. 43° 12′ 31,4″ N, 123° 20′ 46,4″ W                                                                              | Roseburg           | |
| 45    | Weaver–Worthington Farmstead                                                    | Weaver–Worthington Farmstead                                                    | 1. Aug. 1984 ID-Nr. 84002996  | 8873 Days Creek Cutoff Rd. 42° 58′ 25,2″ N, 123° 12′ 56,2″ W                                                                    | bei Canyonville    | |
| 46    | Whaleback Snow-Survey Cabin                                                     | Whaleback Snow-Survey Cabin                                                     | 29. Dez. 2000 ID-Nr. 00000514 | etwa 15 km nördlich von Prospect 42° 54′ 40,4″ N, 122° 34′ 50,6″ W                                                              | Prospect           | |
| 47    | Judge William R. Willis House                                                   | Judge William R. Willis House                                                   | 5. Juni 1975 ID-Nr. 75001582  | 744 SE Rose St. 43° 12′ 28,2″ N, 123° 20′ 47″ W                                                                                 | Roseburg           | |
| 48    | James Wimer Octagonal Barn                                                      | James Wimer Octagonal Barn                                                      | 2. Dez. 1985 ID-Nr. 85003039  | 1191 Coos Bay Wagon Rd. 43° 10′ 42,3″ N, 123° 30′ 24,3″ W                                                                       | Lookingglass       | |
| 49    | Winchester Dam                                                                  | Winchester Dam                                                                  | 3. Juni 1996 ID-Nr. 96000627  | N. Umpqua River am U.S. Highway 99 43° 17′ 3,3″ N, 123° 21′ 14,3″ W                                                             | Winchester         | |
| 50    | William C. and Agnes Winston House                                              | William C. and Agnes Winston House                                              | 10. Sep. 1987 ID-Nr. 87001540 | 350 Winston Section Rd. 43° 7′ 52,9″ N, 123° 23′ 48,6″ W                                                                        | Winston            | |

## Früherer Eintrag
| [ 1 ] | Name                | Bild                | Eintragsdatum                 | Lage                                        | Ort       | Beschreibung |
| ----- | ------------------- | ------------------- | ----------------------------- | ------------------------------------------- | --------- | ------------ |
| 1     | Roaring Camp Bridge | Roaring Camp Bridge | 29. Nov. 1979 ID-Nr. 79002056 | West of Drain 43° 39′ 50″ N, 123° 26′ 23″ W | bei Drain |              |

## Belege
1. 1 2  Die Nummerierung in dieser Listenspalte ist an der vom National Park Service vorgelegten Reihenfolge der Einträge orientiert; die Farben unterscheiden verschiedene Schutzgebietstypen des Nationalparksystems mit landesweiter Bedeutung (z. B. National Historic Landmarks) von den sonstigen Einträgen im National Register of Historic Places.

- Karte mit allen Koordinaten:
- OSM |
- WikiMap